# TopLiga
TopLiga – najwyższa w hierarchii klasa męskich ligowych rozgrywek futbolu amerykańskiego w Polsce, będąca jednocześnie najwyższym szczeblem centralnym (I poziom ligowy). Została utworzona na skutek reorganizacji rozgrywek przed sezonem 2012. Zmagania w jej ramach przeznaczone są dla 6 najlepszych polskich drużyn futbolu amerykańskiego. Drużyny zajmujące pierwsze cztery miejsca na koniec sezonu zasadniczego rozgrywają półfinały. Zwieńczeniem sezonu jest SuperFinał w którym grają dwie zwycięskie drużyny wyłonione w półfinałach. Utworzona i zarządzana przez Stowarzyszenie Polski Związek Futbolu Amerykańskiego.